# David Brown (cầu thủ bóng đá, sinh năm 1963)
David Brown (sinh ngày 21 tháng 10 năm 1963) là một cầu thủ bóng đá người Anh, thi đấu ở vị trí hậu vệ. Ông có một lần ra sân ở Football League cho Tranmere Rovers ở mùa giải 1982–83.